# Hawker 4000
El Hawker 4000, originalmente conocido como Hawker Horizon, es un reactor de negocios supermediano, desarrollado por Hawker Beechcraft (anteriormente Raytheon Aircraft Company).

## Desarrollo
Raytheon anunció un nuevo reactor de negocios en noviembre de 1996, como un avión mayor que el existente Hawker 1000 que formaba el máximo en alcance de los reactores de Raytheon. El diseño, entonces conocido como el Hawker Horizon, tenía previsto volar en 1999, con la certificación y las entregas iniciales a los clientes planeadas para 2001.
El primer prototipo realizó su vuelo inaugural el 11 de agosto de 2001, realizando sus primeros vuelos los prototipos segundo y tercero el 10 de mayo y el 31 de julio de 2002. Realizó su presentación oficial en noviembre de 2002, cuando un avión de desarrollo fue exhibido en la convención de la National Business Aviation Association (NBAA). Así, en marzo de 2007 las órdenes totalizaban más de 130 aviones, con un calendario de entregas a comenzar en junio de 2008. El 2 de diciembre de 2005, NetJets firmó una orden por 50 unidades del nuevo avión, la mayor orden comercial simple en la historia de Raytheon Aircraft.
El Hawker 4000 se certifica en el estándar FAR Part 25 de la FAA, que emplaza un límite temporal de cinco años en la certificación de un avión nuevo de la categoría de transporte. El 4000 completó las Pruebas de Seguridad y Funcionalidad el 25 de mayo de 2006. Durante septiembre de 2005, un prototipo fue sometido a pruebas en el Laboratorio Climático McKinley en la Eglin Air Force Base, Florida. Sin embargo, aunque la ventana de cinco años de la Part 25 expiró el 31 de mayo de 2006, la compañía presentó una solicitud de extensión para atajar la posibilidad de que el programa de certificación necesitara recomenzar desde el principio. El 21 de noviembre de 2006, la compañía anunció que el 4000 había recibido su certificación de tipo de la FAA.
En mayo de 2008, BJETS completó una orden de diez reactores de negocios Hawker 4000 de la Hawker Beechcraft Corporation. Se dijo que el valor del contrato, incluyendo todas las opciones ejercidas, fue superior a los 330 millones de dólares. El acuerdo fue anunciado en EBACE el 20 de mayo de 2008, y tras la orden de BJETS, Hawker Beechcraft entregó su reactor de negocios supermediano al cliente Jack P. DeBoer durante una ceremonia especial en el Centro de Entregas al Cliente de la compañía, en Wichita, Kansas. En ese momento, el Hawker 4000 era el primer avión de su clase con una construcción a base de compuestos.
El Hawker 4000 recibió su certificación de la Administración de Aviación Civil de China en diciembre de 2009. En febrero de 2010, Hawker Beechcraft entregó su primer Hawker 4000 a un cliente en la China continental.
Hacia mayo de 2013, Hawker Beechcraft ofrecía su división de reactores, incluyendo el proyecto Hawker 4000, para su venta. La compañía tiene la intención de centrarse en los aviones a hélice, dejando el futuro del Hawker 4000 en manos de un eventual comprador.

## Diseño

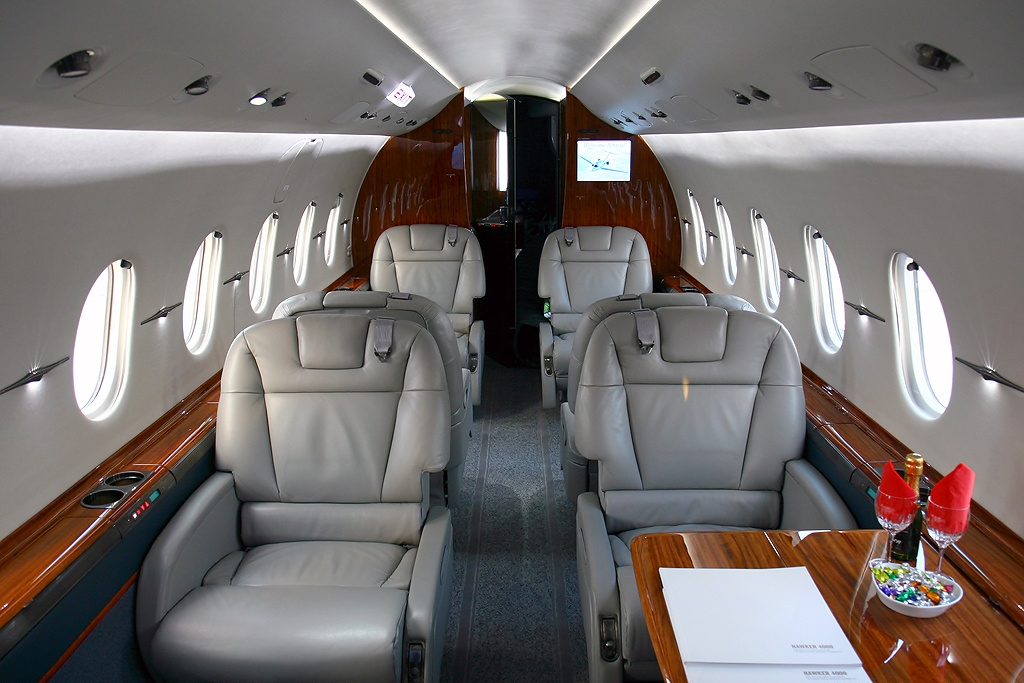
Cabina de un Hawker 4000.

El Hawker 4000 puede ser equipado para acomodar diez personas. La construcción de materiales compuestos del carbono del avión le da más espacio interior que muchos reactores en su clase. El espacio interior es de una media de seis pies (1,8 m). Esta construcción de materiales compuestos también hace al avión más ligero que una estructura estándar de aluminio, permitiendo un alcance máximo de 6380 km, y un techo de vuelo de 14000 m. La cubierta de vuelo presenta una aviónica Honeywell Primus Epic con EICAS, FADEC y acelerador automático.

## Especificaciones

### Características generales
- Tripulación: Dos pilotos.
- Capacidad: Ocho pasajeros típico (doce como máximo).
- Longitud: 21,1 m.
- Envergadura: 18,8 m.
- Altura: 6,0 m.
- Peso vacío: 10659 kg.
- Peso cargado: 11793 kg.
- Peso útil: 7348 kg.
- Peso máximo al despegue: 17917 kg.
- Planta motriz: 2× turbofán Pratt & Whitney Canada PW308A.
  - Empuje normal: 6900 lbf / ISA + 22 °C de empuje cada uno.

### Rendimiento
- Velocidad nunca excedida (Vne): Mach 0,84.
- Velocidad crucero (Vc): Mach 0,82.
- Alcance: 6075 km.
- Techo de vuelo: 13716 m (45000 pies).

### Aeronaves similares
- Bombardier Challenger 300
- Cessna Citation Columbus
- Dassault Falcon 50
- Embraer Legacy 600 / 650
- Gulfstream G200